# 本郷義浩
本郷 義浩（ほんごう よしひろ、1964年（昭和39年） - ）は毎日放送制作局エグゼクティブ兼テレビチーフプロデューサーディレクター。株式会社TOROMI PRODUCE代表取締役。【TOROMI  RADIO】パーソナリティ　麻婆豆腐研究家　食べロググルメ著名人　テリヤキスト

## 来歴・人物
京都府出身。父はドイツ文学者で京都大学助教授を務めた本郷義武。早稲田大学第一文学部卒業後、1988年に毎日放送入社。入社以来、テレビ制作局に所属。料理情報番組、音楽番組、歴史紀行番組、ドラマ、ドキュメンタリー、アート系の番組など数々のテレビ番組を担当している。中でも料理情報番組は、ゴールデンタイムの番組を800本以上制作。2018年6月より制作局次長。以前はテレビ制作2部マネージャーだった。2019年6月20日付で現職。

2001年に立ち上げた「水野真紀の魔法のレストラン」（毎週水曜よる7時放送）は現在も継続中で、平均視聴率10％を超える。料理人のドキュメンタリー「真実の料理人」は2000年より15本制作。「京都知新」（京都人を扱ったドキュメンタリー）や、名刹での一夜限りのコンサートを映像化した「音舞台」シリーズは2000年から2020年まで毎年制作。他には、「ラーメン覇王決定戦！」「ビビビのB級グルメ覇王」「伊藤若冲 増殖する細胞」「近畿は美しく」「芸術都市パリの100年」「占い師100人」「マジシャン100人」など多様な番組を制作。社内表彰は、社長賞、役員賞など多数。海外でのテレビ賞受賞はニューヨーク・フェスティバル文化芸術番組部門金賞、アジアテレビ賞娯楽番組部門金賞、ABU賞テレビ番組部門最優秀賞など50を超える。 
2019年9月、毎日放送社内起業コンテスト（応募220事業）から選ばれ、食の事業に特化した株式会社TOROMI PRODUCEを設立。代表取締役社長に就任。10月6日の設立パーティーにはミシュラン三つ星シェフ6人をはじめ、シェフ100人をふくむ675人（スタッフ除く）集客。TOROMI PRODUCEは、「レストランプロデュース」「イベントプロデュース」「映像・コンテンツ制作」「商品開発」の4事業を柱とする食の総合商社。京都、四条大宮某所で、6席だけの会員制レストランを経営。食関係企業のプロモーションビデオ制作多数。飲食店コンサルティング業や、会員制ビジネスなど事業は多岐にわたる。  
Webサイト　https://www.toromi.co.jp/ 
【食関係の活動】    番組関連で取材した飲食店はのべ１万軒、プライベートでの食べ歩きも１万軒以上に達している。近年では世界でただ1人の麻婆豆腐研究家を名乗り「麻婆十字団」（団員1300人）を結成、麻婆豆腐を年間120食以上食べている。グルメ雑誌『あまから手帖』にコラム「月刊麻婆豆腐」を3年間連載した。麻婆豆腐以外にも、超高級店からB級グルメなど食事会を年間120回以上企画。フェイスブックを使って、「油断大敵教会」「超アヴァンギャルド食卓の騎士団」「日本洋食文化遺産　ドミググラス修道院」「粉食決算クラブ」「八寸先は光　京都割烹探偵団」「偏愛カフェ」などユニークなネーミングの組織を作り、年間3000人以上を集客。三つ星シェフをはじめ、料理人、料理界との太いパイプがある。  
堀江貴文主宰のグルメアプリ「テリヤキ」のキュレーター、テリヤキストの一人。  食べログではグルメ著名人に選ばれ、フォロワー12000人超え。東京の出版社から声がかかり、食関係の書籍を2冊出版。食に関する講演実績多数。
著書『自分をバージョンアップする外食の教科書』（CCCメディアハウス刊）  ランディングページ　http://honp.info/eating-out/  『うまい店の選び方 魔法のルール39』(角川書店刊)  
Facebook　https://www.facebook.com/yoshihiro.hongo
手帳･ノート術で「日経アソシエ」、「THE21」など取材多数。
過去に「あまから手帖」でテレビ番組制作関連のエッセイ「Ｐの細道」を連載。毎年、5月に写真展を大阪市内のカフェで開催しており、世界の都市の「シルエット写真」がテーマ。
TOROMI RADIO　毎週日曜日1630〜https:パーソナリティに。1179.com/toromi/
- 水野真紀の魔法のレストラン(2001年～　チーフプロデューサー）
- 京都知新（2016年〜）

※TOROMI RADIO（2020年〜）
スペシャル
- 絶対に覗きたい24の財布〜超有名人の賢いお金の使い方〜（プロデューサー）

### 過去
- あまからアベニュー
- 近畿は美しく京都8部作
- 美の京都遺産
- 若冲降臨　増殖する細胞
- 芸術都市パリの100年
- 音舞台シリーズ（2000年～2020年）
- 真実の料理人シリーズ（2001　2002　2006　2008　2009　2012　2013　2014　2015　2016　2017　2018　2019　2020 2021）
- 京料理、動く。
- TBS世界遺産　姫路城
- TBS世界遺産　 百舌鳥・古市古墳群（2019）

※TBS世界遺産　空から見る京都（2021年） 
- 占い師100人
- マジシャン100人
- 天下一品物語　すべては屋台から始まった
- ビビビのＢ級グルメ道
- 有馬賴底　明日への遺言（DVD）
- 1時間でわかる和食

※京都知新キャンペーンスポット

## 受賞歴
- 「法隆寺音舞台」（2002)

ABU（アジア太平洋放送連合）教養娯楽番組部門「最優秀賞」
アジアテレビ祭・音楽番組部門[銀賞」
- 「萬福寺音舞台」（2003)

ニューヨークフェスタ「銀賞」
アジアテレビ祭・音楽番組部門「審査員特別賞」
ハイビジョンフェスタ「入賞」
- 「薬師寺音舞台」（2004)

アメリカ国際映画・テレビ祭　娯楽番組部門「最優秀賞」
アメリカ国際映画・テレビ祭 音楽番組部門「銀賞」
アジアテレビ祭・音楽番組部門「最優秀賞」
- 「仁和寺音舞台」（2005)

アメリカ国際映画・テレビ祭　音楽番組部門「銀賞」
ABU（アジア太平洋放送連合）教養娯楽番組部門入賞
アジアテレビ祭・音楽番組部門「銀賞」
- 「真実の料理人」（2005)

ワールドメディアフェスティバル　ドキュメンタリー（芸術)部門　銀賞
ハイビジョンフェスタ
- 「東福寺音舞台」（2006)

アメリカ国際映画・テレビ祭　音楽番組部門「金賞」
アメリカ国際映画・テレビ祭　パフォーミングアーツ番組部門「金賞」
ABU（アジア太平洋放送連合）教養娯楽番組部門入賞
アジアテレビ祭･エンターテイメントスペシャル部門「最優秀賞」
ニューヨークフェスタ「金賞｣
- 「若冲降臨。増殖する細胞」（2007)

ワールドメディアフェスティバル　ドキュメンタリー（芸術)部門「銀賞｣
アメリカ国際映画・テレビ祭「銅賞」
上海テレビ祭　入賞
- 「金閣寺音舞台」（2008)

ABU（アジア太平洋放送連合）教養娯楽番組部門最優秀賞
アジアテレビ祭･エンターテイメントスペシャル部門「最優秀賞」
ニューヨークフェスタ「銀賞｣
- 「平等院音舞台」（20099)

アメリカ国際映画・テレビ祭「金賞」
アジアテレビ祭･ハイビジョン部門「入賞」
- 「唐招提寺音舞台」（2010)

ワールドメディアフェスティバル　ドキュメンタリー（芸術)部門「銀賞｣
アメリカ国際映画・テレビ祭「銀賞」
ニューヨークフェスタ「銀賞｣
※「京都知新キャンペーンスポット」（2021）
150秒
日本民間放送連盟「優秀賞」

## イベント
麻婆十字団
麻婆十字団の活動として期間限定で新作麻婆を食べ歩く麻婆ラリーを開催する。
- 稲妻麻婆ラリー
- 告白麻婆ラリー
- 灼熱の太陽麻婆ラリー
- 愛の肉食麻婆ラリー
- 失恋麻婆ラリー
- 黄金麻婆ラリー
- とろみ

## RALLY
- 本人によるfacebook
- https://www.toromi.co.jp/
- https://www.mbs1179.com/toromi/